# 야네로 치즈
야네로 치즈(포르투갈어: queso llanero 케소 야네로[*])는 베네수엘라의 야노스 지역에서 생산되는 소젖 치즈이다. 아레파, 카차파, 아야카, 파베욘 등 여러 가지 음식에 쓰인다.

## 같이 보기
- 케소 블랑코